# Ortutay Elemér
Ortutay Elemér (Kövesliget, 1916. június 2. – Ungvár, 1997. január 25.) görögkatolikus teológiai tanár, Ortutay Jenő fia.

## Életpályája

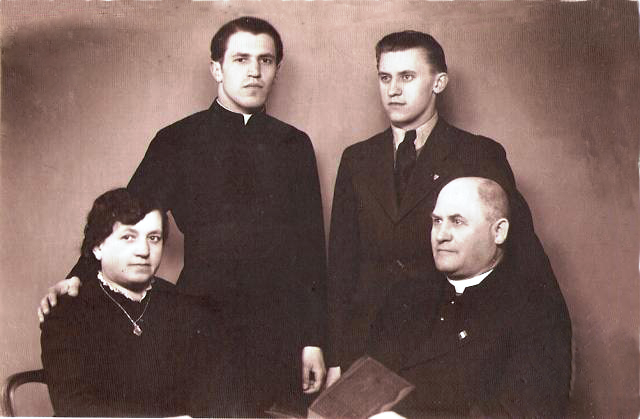
Testvérével és szüleivel (1940-es évek)

A Huszt környéki Kövesliget (Drahovo)  községben született. Édesapja görögkatolikus lelkész, főesperes volt. 
A gimnáziumot 1936-ban Beregszászban végezte, majd a teológiát tanult Ungváron, Olmützben és Budapesten. Budapesten doktorált 1941-ben, Ungváron szentelték pappá, ahol feleségével, Vitéz Gabriellával és gyermekeivel élt, és gimnáziumi hittanárként, cserkészparancsnokként, káplánként szolgált. 1945-ben teológiai tanár lett.

## Rabsága és üldöztetése
Mivel a görögkatolikus egyház betiltásakor nem hagyott fel hitével, a szovjet hatóságok 1949-ben 25 év börtönre ítélték. Vorkután dolgozott előbb szénbányában, majd elgyengülése miatt felszíni építkezéseken 1956-os szabadulásáig. Otthonában nem engedték papként működni, ezért 17 éven át kályhagyárban dolgozott, majd 2 évig raktáros volt. Ez idő alatt folyamatos rendőri megfigyelés alatt állt, és állandóan berendelték az NKVD-re. Ennek ellenére titokban naponta misézett, esketett és keresztelt; ezen kívül gyóntatott, temetett és betegeket látogatott. A lakásán 18 fiatalt készített fel a papi pályára („Egyszemélyes Teológiai Akadémia”), akiket aztán a kazahsztáni Karagandiba (oroszul Karaganda) száműzött Chira Sándor szentelt pappá.

## A rendszerváltás után
Miután 1989-től visszaállították jogaiba a görögkatolikus egyházat, ismét hivatalosan is papként tevékenykedett. Cikkei jelentek meg a Kárpáti Igaz Szó, a Pánsíp, a Kárpátalja, az Igen és a Görögkatolikus Szemle hasábjain. 1993-ban megjelentette visszaemlékezéseit Holnap is felkel a nap címmel az Intermix kiadónál.
Életének 81. évében hunyt el Ungváron. 2007-ben Beregszászban emléktáblát avattak tiszteletére. A két és fél évszázadon keresztül folyamatosan görögkatolikus papokat adó Ortutay család utolsó felszentelt papja volt.

## Emlékezete
2007 óta Beregszászban emléktábla őrzi az emlékét.

## Művei
- "...holnap is felkel a nap". Emlékeim; Intermix, Ungvár–Bp., 1993 (Kárpátaljai magyar könyvek)